# آدم پرهیزکار
آدم پرهیزکار (به هندی: Dharmatma) فیلمی محصول سال ۱۹۷۵ و به کارگردانی فیروز خان است. در این فیلم بازیگرانی همچون فیروز خان، هما مالینی، نظیر حسین، پریم نات، ریکا، فریده جلال، رانجیت، دنی دنزونگپا، افتخار، دارا سینگ و نظیر حسین ایفای نقش کرده‌اند.این فیلم در ایران با نام عشق و ایمان دوبله شده است.

## خلاصه داستان
درمداس رئیس قدرتمند دنیای جرم و جنایت با وجود داشتن ثروت هنگفت از پسرش رانبیر جداست.چرا که رانبیر بدلیل مخالفت با اعمال خلاف قانون پدر خانه را ترک کرده.زمانی که درمداس توسط فروشندگان مواد مخدر به همکاری دعوت می‌شود و دعوت را رد می‌کند مورد سوءقصد قرار می‌گیرد.در همین زمان رانبیر پس از چند سال دوری از خانه دوباره برمی گردد تا ضاربان پدر و دشمنان خانواده اش را پیدا کند و...

## بازیگران و صداپیشگان
| نقش                    | بازیگر          | دوبلُر             |
| رانبیر                 | فیروز خان       | جلال مقامی        |
| درمداس                 | پرمنات          | حسین رحمانی       |
| رشما (در دوبله ریحانه) | هما مالینی      | زهره شکوفنده      |
| آنوکیلال               | جیوان           | شهروز ملک آرایی   |
| بیرادار                | ساتین کاپو      | منوچهر زمانی      |
| کوندان                 | امتیاز خان      | پرویز ربیعی       |
| ریشی                   | رانجیت          | امیرهوشنگ قطعه ای |
| زنگورا                 | دنی دنزونگپا    | امیرهوشنگ قطعه ای |
| مونی                   | فریده جلال      | مهین برزویی       |
| مادر رانبیر            | سولوچانا لاتکار |                   |
| ویکرام                 | افتخار          | ولی الله مومنی    |
| عموی رانبیر            | مادان پوری      |                   |
| آنو                    | ریکا            |                   |